# Église de la Sainte-Famille du Kremlin-Bicêtre
L'église de la Sainte-Famille est une église catholique de la commune du Kremlin-Bicêtre (Val-de-Marne), située au 36 bis rue Danton. Elle est aussi accessible par la rue du Général-Leclerc.

## Description
Elle possède un campanile extérieur en fonte supportant deux cloches. Une partie du mobilier liturgique provenait de l'ancien hospice de Bicêtre. Les vitraux, de style abstrait, ont été réalisés en 1970 par Jean-Baptiste Ambroselli.

## Historique
En 2016 y a été dédiée une salle à la mémoire du Père Anizan.